# ラジオ・ベリタス・アジア
ラジオ・ベリタス・アジア（英語: Radio Veritas Asia, RVA）とは、フィリピンにあるカトリック系列のラジオ放送局である。

## 概要
フィリピンではキリスト教系列のFEBCと並ぶ2大宗教放送局として人気を集めており、フィリピン国内向けはもとより、日本を始めとしたアジア諸国向けの国際放送事業も展開している。また、バチカン市国にあるバチカン放送（ラジオ・バチカン）とも友好提携の関係にある。Veritas とはラテン語で「真理」を意味する。1961年にケソン市のセント・トマス大学から「Santo Thomas University Radio」（コールサイン:DZST）という名称で行われていた放送、及び同局から改名したVoice of the Catholic Philippines（カトリック・フィリピンの声）を前身とする。
開局当時は当時の西ドイツとの関係が深く、後述するように一時は資本の75%を西ドイツからの出資が占めていたこともあった。エドゥサ革命の際、コラソン・アキノに付いてフェルディナンド・マルコスに反旗を翻したエンリレ国防相・ラモス参謀長への支援を呼びかける放送をした事で知られる。
日本語放送は、1976年から1992年にかけて行われ、カトリックの番組はもとより、地元フィリピンの国勢・生活などの情報にも力を入れて番組を提供したが、BCLリスナーの減少などから廃止された。

## 歴史
- 1958年 - カトリック東南アジア司教会議で放送局を開設する案が出される[1]。
- 1961年 - 本局の母体となる「フィリピン・ラジオ教育・情報センター」が設立[1]。
- 1962年 - 西ドイツから75%の出資を受ける[1]。
- 1964年 - 局名が「ラジオ・ベリタス」に決定。コールサインDZRVの割当を受ける[1]。
- 1965年 - ケソン市の局舎及びマロロスの送信所（初代）の建設が始まる[1]。
- 1967年 - テスト放送開始[1]。
- 1969年4月 - 正式開局、国際放送に進出[1]。
- 1970年 - 日本語放送の試験放送実施。
- 1972年6月 - 海外短波放送用アンテナ故障のため放送中断[1]。
- 1973年9月 - アンテナ修理が完了し放送再開[1]。
- 1975年 - コールサインをDWRVに変更。
- 1976年 - 日本語放送を開始（11月1日よりテスト放送、12月1日より本放送[1]）。
- 1980年 - 朝鮮語放送開始。
- 1986年2月 - エドゥサ革命の際に送信所がマルコス派の襲撃を受け放送中断（翌月再開）[1]。
- 1986年9月 - サンバレス州パラウィグの新送信所が稼働[1]。
- 1991年12月31日 - 朝鮮語放送終了。
- 1992年3月25日 - 日本語放送終了。
- 2005年2月1日 - 広東語放送終了。

## 送信所
- Parauig Zanbales